# Pietro Gori
Pietro Gori (Messina, 14 d'agost de 1865 - Portoferraio, 8 de gener de 1911 fou un advocat, un intel·lectual, un poeta i un combatent anarquista italià. Fundà a Milà L'Amico del Popolo el 1891, però fou acusat d'inspirar l'atemptat contra el president de la República Francesa Marie François Sadi Carnot a Lió el 1894 i hagué d'exiliar-se. Fou expulsat de diferents països; a Argentina hi estigué el 1898 i afavorí l'ingrés dels anarquistes dins els sindicats. A Espanya, col·laborà a les revistes Tierra y Libertad i La Revista Blanca, que publicaren els seus opuscles La anarquía ante los tribunales i Las bases morales y sociológicas de la anarquía.
Més enllà de la seva activitat política, és recordat com a autor d'algunes de les cançons anarquistes més famosos de la fi del segle xix, com: Addio a Lugano, Stornelli d'esilio, Ballata per Sante Caserio o Inno del Primo Maggio.